# 1790-es évek
Évszázadok: 17. század · 18. század · 19. század
Évtizedek: 1740-es évek · 1750-es évek · 1760-as évek · 1770-es évek · 1780-as évek · 1790-es évek · 1800-as évek · 1810-es évek · 1820-as évek · 1830-as évek · 1840-es évek
Évek: 1790 · 1791 · 1792 · 1793 · 1794 · 1795 · 1796 · 1797 · 1798 · 1799

## Folyamatban levő események
- Francia forradalom (1789–1799), amely 1792-ben a jakobinus diktatúrába, majd 1794-ben a direktórium felállításába torkollik, végül 1799-ben a Bonaparte tábornok Első Konzuli kinevezésével véget ér.
- Az európai abszolút monarchiák első koalíciós háborúi a francia polgári forradalom elfojtására, a forradalom exportjának fékezésére.

## A világ vezetői
- XVI. Lajos francia király (Franciaország) (1793-ban kivégezték)
- Maximilien de Robespierre (Franciaország)  (1794-ben kivégezték)
- III. György brit király (Nagy-Britannia)
- II. Lipót német-római császár (Német-római Birodalom) (1790–1792 között)
- II. Ferenc német-római császár (Német-római Birodalom)
- VI. Piusz pápa
- II. Katalin orosz cárnő (Oroszország)
- I. Pál orosz cár (Oroszország)
- IV. Károly spanyol király (Spanyolország)
- George Washington elnök (Egyesült Államok)
- John Adams elnök (Egyesült Államok)